# Fiodor Dan

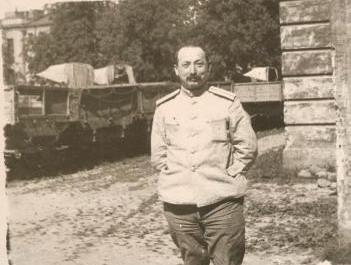
Fiodor Dan jako lekarz wojskowy 1917

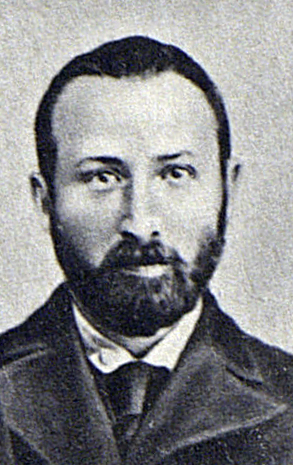
Fiodor Dan 1906

Fiodor Iljicz Dan, właśc. Gurwicz (ros. Фёдор Ильи́ч Дан (Гурвич); ur. 7 października?/19 października 1871 w Petersburgu, zm. 22 stycznia 1947 w Nowym Jorku) – rosyjski rewolucjonista, socjaldemokrata, przywódca frakcji mienszewików Socjaldemokratycznej Partii Robotniczej Rosji.

## Życiorys
Urodził się w rodzinie żydowskiej, jego ojciec był właścicielem apteki. Po ukończeniu gimnazjum studiował na Wydziale Medycznym Uniwersytetu w Dorpacie; podczas studiów został marksistą. Od 1894 kierował kółkiem robotniczym, 1896 wszedł do centralnych władz Związku Walki o Wyzwolenie Klasy Robotniczej, jednak został aresztowany i po półrocznym więzieniu w twierdzy Pietropawłowskiej został zesłany do guberni wiackiej. Pracował jako statystyk, wydał pracę pt. „Sytuacja chłopów w guberni wiackiej”, publikował artykuły w piśmie „Russkaja Mysl”, 1901 udał się do Berlina, gdzie zajmował się przesyłaniem do Rosji gazety „Iskra”; był zaprzyjaźniony z Leninem i Julijem Martowem. W 1902 delegat na konferencję partyjną w Białymstoku, wydany policji przez prowokatora, po odbyciu kary 1,5 roku więzienia zesłany na Syberię, zbiegł z guberni jenisejskiej za granicę i 1903 przyłączył się do frakcji mienszewickiej, został członkiem redakcji „Iskry”. W 1904 delegat na Kongres II Międzynarodówki w Amsterdamie, po wybuchu rewolucji 1905-1907 przybył do Petersburga i został współredaktorem partyjnej gazety „Naczało”, później brał udział w Zjednoczonym Zjeździe Partii w Sztokholmie i został wybrany członkiem KC SDPRR, stając się oficjalnym liderem SDPRR. Po rozwiązaniu II Dumy, połączonym ze zmianą ordynacji wyborczej z 3 czerwca?/16 czerwca 1907 wyjechał za granicę. Wraz z Martowem wydawał mienszewicki „Gołos Socjał-Diemokrata” w Genewie, później w Paryżu, brał udział w wydaniu 5-tomowego „Ruchu społecznego w Rosji na początku XX wieku”.
W 1913 w związku z ogłoszeniem w Rosji amnestii z okazji 300-lecia panowania dynastii Romanowów wrócił do Petersburga. Współpracował w mienszewickimi pismami i gazetami, kierował pracami frakcji socjaldemokratycznej w IV Dumie, po wybuchu I wojny światowej 1914 został aresztowany i zesłany na Syberię. W 1915 jako lekarz został zmobilizowany i wysłany do Turkiestanu, gdzie zastała go rewolucja lutowa 1917. W poglądach na temat wojny był internacjonalistą i poróżnił się z Gieorgijem Plechanowem.
Po rewolucji lutowej i obaleniu caratu w 1917 członek Komitetu Wykonawczego Piotrogrodzkiej Rady Delegatów Robotniczych i Żołnierskich. Od maja do listopada 1917 redaktor naczelny gazety Izwiestija – organu Rady.
Przeciwnik przewrotu bolszewickiego (rewolucji październikowej), zarzucał bolszewikom prowadzenie anarchistycznej polityki i nadużywanie nazwy „socjalizm”. Występował przeciw traktatowi brzeskiemu. 26 lutego 1921 aresztowany przez Czeka, po wprowadzeniu przez władze sowieckie stanu wojennego w Piotrogrodzie w związku z powstaniem kronsztadzkim i wystąpieniami robotniczymi w mieście. W maju 1921 osadzony w twierdzy Pietropawłowskiej, w lipcu przeniesiony do moskiewskich Butyrek, po głodówce uwolniony. W styczniu 1922 deportowany przez Czeka zagranicę. Udał się do Berlina, gdzie mieszkał do przejęcia władzy przez NSDAP w 1933, po czym przeniósł się do Paryża, skąd po upadku Francji w 1940 wyjechał do Nowego Jorku.
Na emigracji po śmierci Julija Martowa (1923) kierował tzw. Zagraniczną Delegacją SDPRR, uczestniczył w pracach Socjalistycznej Międzynarodówki Robotniczej. W 1939 potępił pakt Ribbentrop-Mołotow. W Stanach Zjednoczonych w latach 1941–1947 wydawał emigracyjny organ mienszewików – pismo Новый путь.
Zmarł na raka płuc.